# Хар'ягінський
Хар'ягінський (ненец. Харьягинский, рос. Харьягинский) — селище у Заполярному районі Ненецького автономного округу Архангельської області Російської Федерації.
Населення становить 0 осіб (2010). Входить до складу муніципального утворення Хорей-Верська сільрада.

## Історія
Від 2005 населений пункт належить до новоутвореного Заполярного району. Згідно із законом від 24 лютого 2005 року органом місцевого самоврядування є Хорей-Верська сільрада.

## Населення
| 2002 | 2010 |
| ---- | ---- |
| 4    | ↘0   |